# Neptis melinoe
Neptis melinoe är en fjärilsart som beskrevs av Jean Baptiste Godart 1823. Neptis melinoe ingår i släktet Neptis och familjen praktfjärilar. Inga underarter finns listade i Catalogue of Life.